# Henryk Broll
Henryk Broll (ur. 1892 w Zabrzu, zm. 1922) – polski działacz narodowy na Śląsku, powstaniec, drukarz.
Pochodził z rodziny robotniczej. Należał do współzałożycieli Towarzystwa „Sokół” w Zabrzu, był członkiem Polskiego Komitetu Plebiscytowego. Jego prywatna drukarnia tłoczyła odezwy polskie. W czasie III powstania śląskiego uczestniczył w akcjach rozbrajania posterunków niemieckich na terenie Zabrza oraz przez jakiś czas dowodził baonem etapowym. Rok potem w 1922 zginął w potyczce z Niemcami, pośmiertnie odznaczony został Orderem Virtuti Militari.